# Eupristocerus cogitans
Eupristocerus cogitans är en skalbaggsart som först beskrevs av Weber 1801.  Eupristocerus cogitans ingår i släktet Eupristocerus och familjen praktbaggar. Inga underarter finns listade i Catalogue of Life.